# Белен (Нью-Мексико)
Беле́н (англ. Belen, от исп. belén — вертеп) — город на юго-западе США, в округе Валенсия штата Нью-Мексико. Население 6901 человек (перепись 2000).

## География
По данным Бюро переписи населения США город имеет общую площадь 12,2 км². Белен расположен в котловине Альбукерке на западном берегу реки Рио-Гранде.

## История
Белен был основан в 1741 году группой испанских колонистов во главе с Диего Торресом и Антонио Салазаром, которые годом ранее получили разрешение поселиться на участке земли, известном как Белен-Грант. Новый город получил название Нуэстра-Сеньора-де-Белен. Признавая стратегическое значение города, испанские власти в 1760 году построили в Белене форт для защиты населённых пунктов вдоль Рио-Гранде. В 1793 году была построена католическая церковь и основан приход.
Белен был официально зарегистрирован как муниципалитет в 1918 году. Сначала он назывался «деревня Белен», а позже стал «городом Белен».
В 2010 году в городе был основан монастырь Русской православной церкви заграницей (РПЦЗ) - скит священномученика Корнилия Сотника.

## Климат
| Показатель                                   | Янв. | Фев. | Март | Апр. | Май  | Июнь | Июль | Авг. | Сен. | Окт. | Нояб. | Дек. | Год   |
| -------------------------------------------- | ---- | ---- | ---- | ---- | ---- | ---- | ---- | ---- | ---- | ---- | ----- | ---- | ----- |
| Средний максимум, °C                         | 10,4 | 14,2 | 17,7 | 23,6 | 28,7 | 33,9 | 35,1 | 33,5 | 30,1 | 24,2 | 16,4  | 10,7 | 23,21 |
| Средний минимум, °C                          | −7,4 | −4,9 | −1,4 | 3,3  | 8    | 12,6 | 16,6 | 15,4 | 10,4 | 3,8  | −3,2  | −6,7 | 3,87  |
| Норма осадков, мм                            | 8    | 10   | 10   | 8    | 8    | 18   | 36   | 33   | 23   | 30   | 5     | 13   | 193   |
| Источник: NowData — NOAA Online Weather Data |      |      |      |      |      |      |      |      |      |      |       |      |       |

## Демография
По данным переписи населения 2000 года в Белене проживало 6901 человек, 1778 семей, насчитывалось 2596 домашних хозяйств и 2952 жилых дома. Средняя плотность населения составляла около 241,5 человек на один квадратный километр. Расовый состав Белена по данным переписи распределился следующим образом: 67,50 % белых, 1,07 % — чёрных или афроамериканцев, 1,65 % — коренных американцев, 0,17 % — азиатов, 0,16 % — выходцев с тихоокеанских островов, 4,06 % — представителей смешанных рас, 25,39 % — других народностей. Испаноязычные составили 68,61 % от всех жителей.
Из 2596 домашних хозяйств в 34,8 % — воспитывали детей в возрасте до 18 лет, 44,3 % представляли собой совместно проживающие супружеские пары, в 17,8 % семей женщины проживали без мужей, 31,5 % не имели семей. 26,2 % от общего числа семей на момент переписи жили самостоятельно, при этом 10,6 % составили одинокие пожилые люди в возрасте 65 лет и старше. Средний размер домашнего хозяйства составил 2,61 человека, а средний размер семьи — 3,14 человека.
Население по возрастному диапазону по данным переписи 2000 года распределилось следующим образом: 28,8 % — жители младше 18 лет, 9,6 % — между 18 и 24 годами, 25,5 % — от 25 до 44 лет, 21,0 % — от 45 до 64 лет и 15,1 % — в возрасте 65 лет и старше. Средний возраст жителей составил 35 лет. На каждые 100 женщин в Белене приходилось 91,5 мужчина, при этом на каждые 100 женщин 18 лет и старше приходилось 90,4 мужчин также старше 18 лет.
Средний доход на одно домашнее хозяйство составил 26 754 доллара США, а средний доход на одну семью — 30 765 долларов. При этом мужчины имели средний доход в 26 551 доллар США в год против 21 300 долларов среднегодового дохода у женщин. Доход на душу населения составил 12 999 долларов в год. 23,2 % от всего числа семей в городе и 24,8 % от всей численности населения находилось на момент переписи населения за чертой бедности, при этом 33,9 % из них были моложе 18 лет и 18,2 % — в возрасте 65 лет и старше.

## Администрация
Исполнительная власть в городе принадлежит выборному мэру, а законодательная — выборному городскому совету, состоящему из четырёх членов. В Белене также избираются муниципальный судья, городской управляющий, шеф полиции, начальник пожарной охраны и начальник аэропорта.

## Фотогалерея

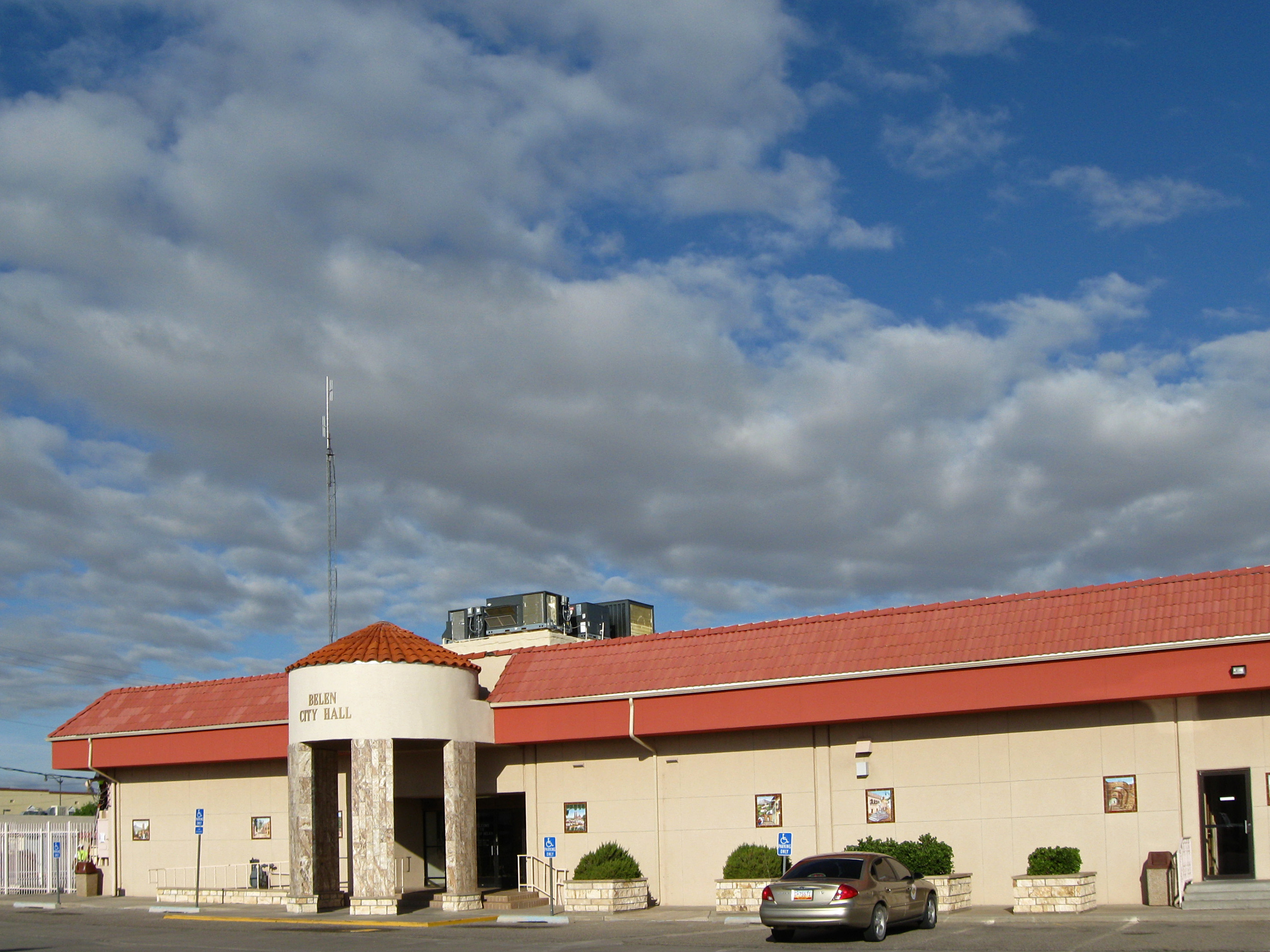
Мэрия
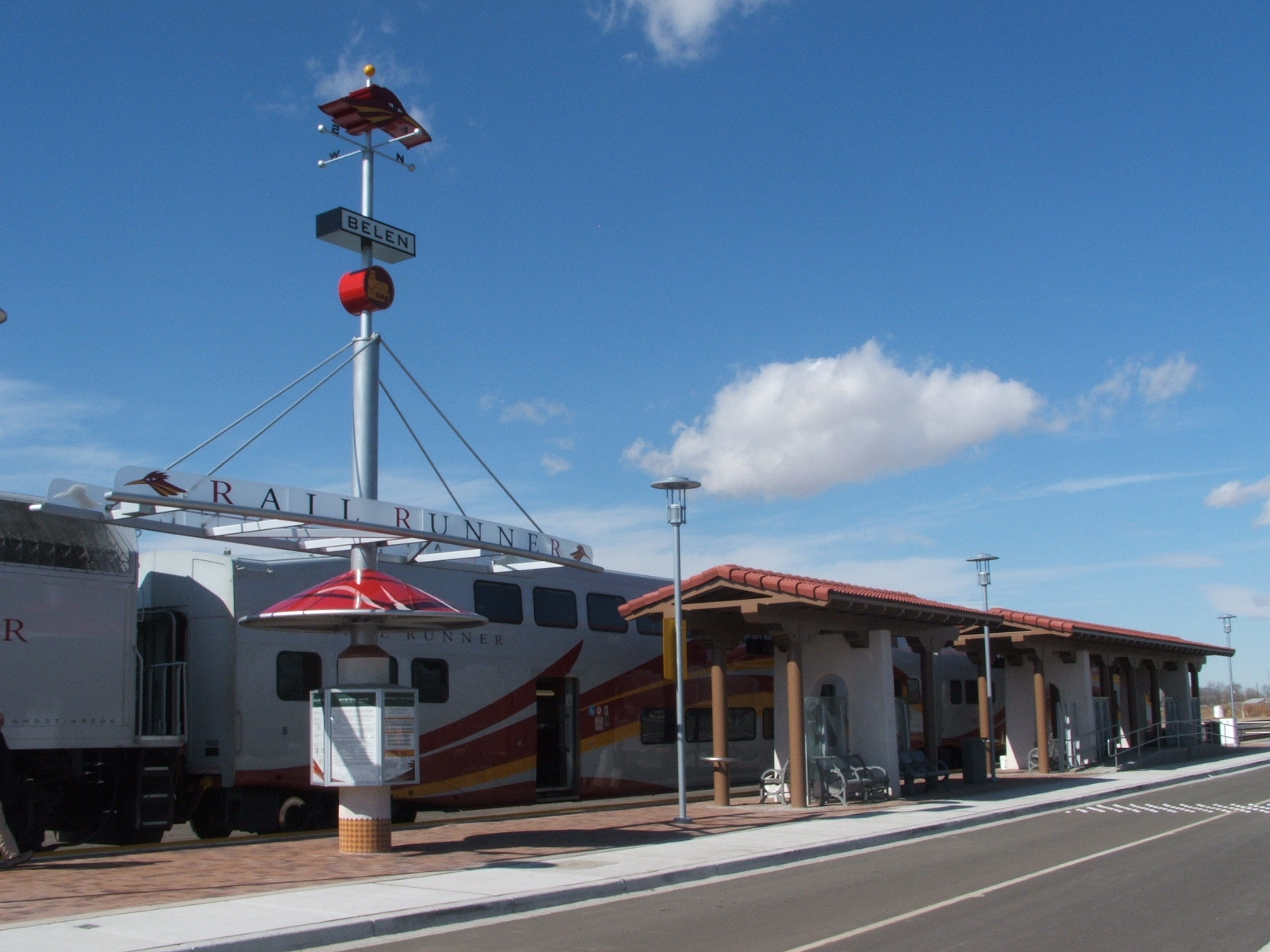
Железнодорожная станция
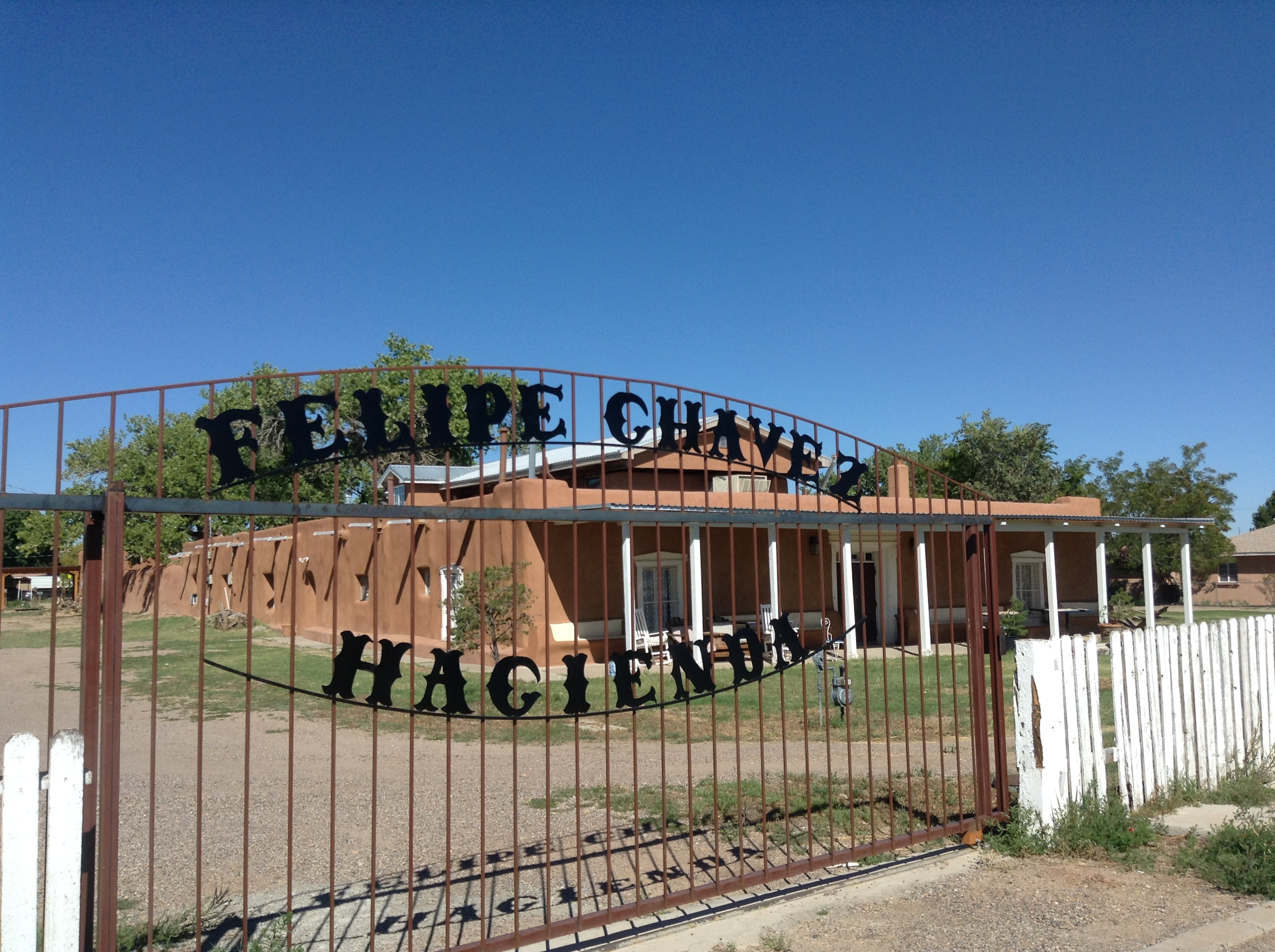
Ворота фазенды Филиппе Чавеса
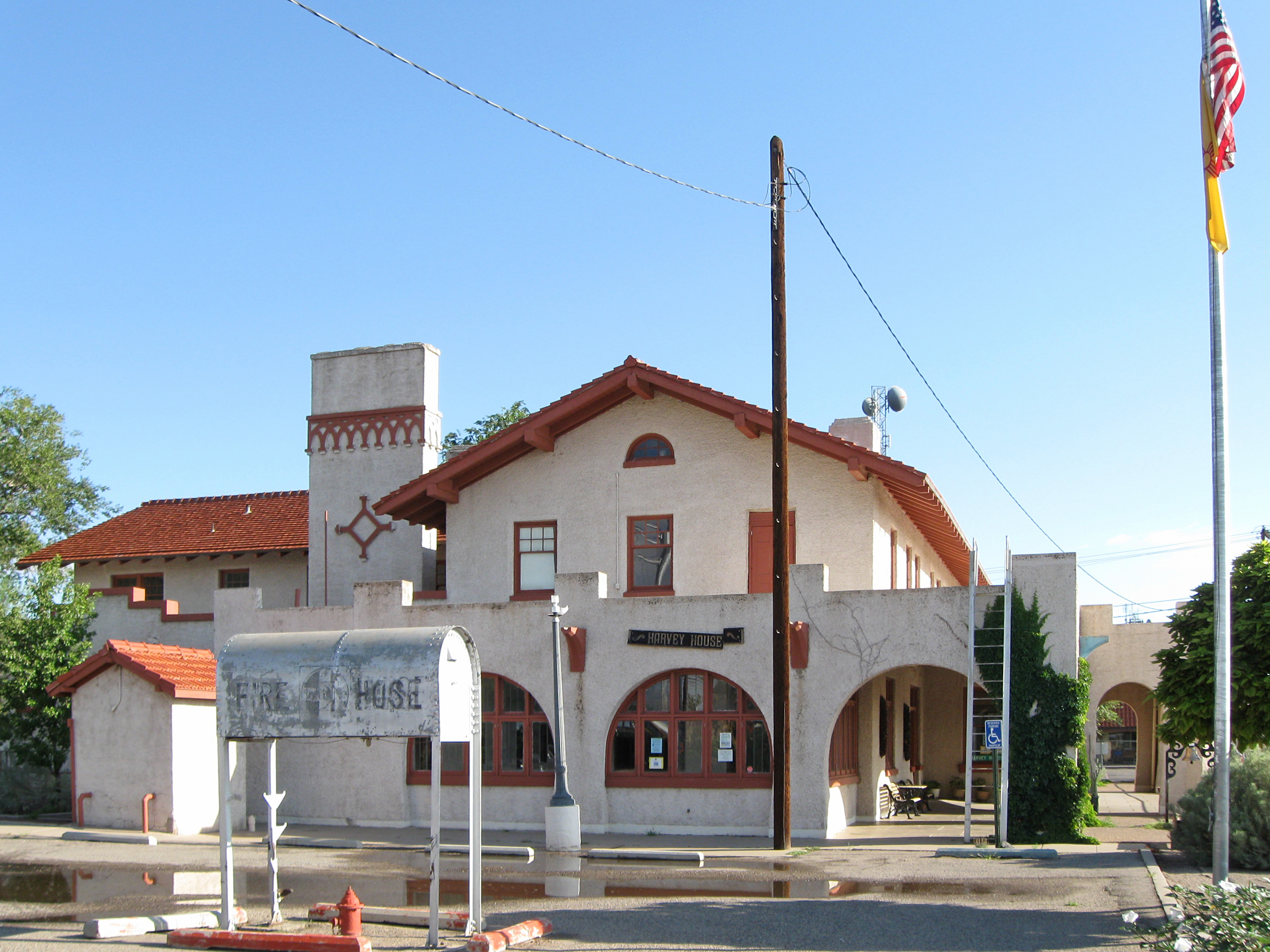
Железнодорожный музей
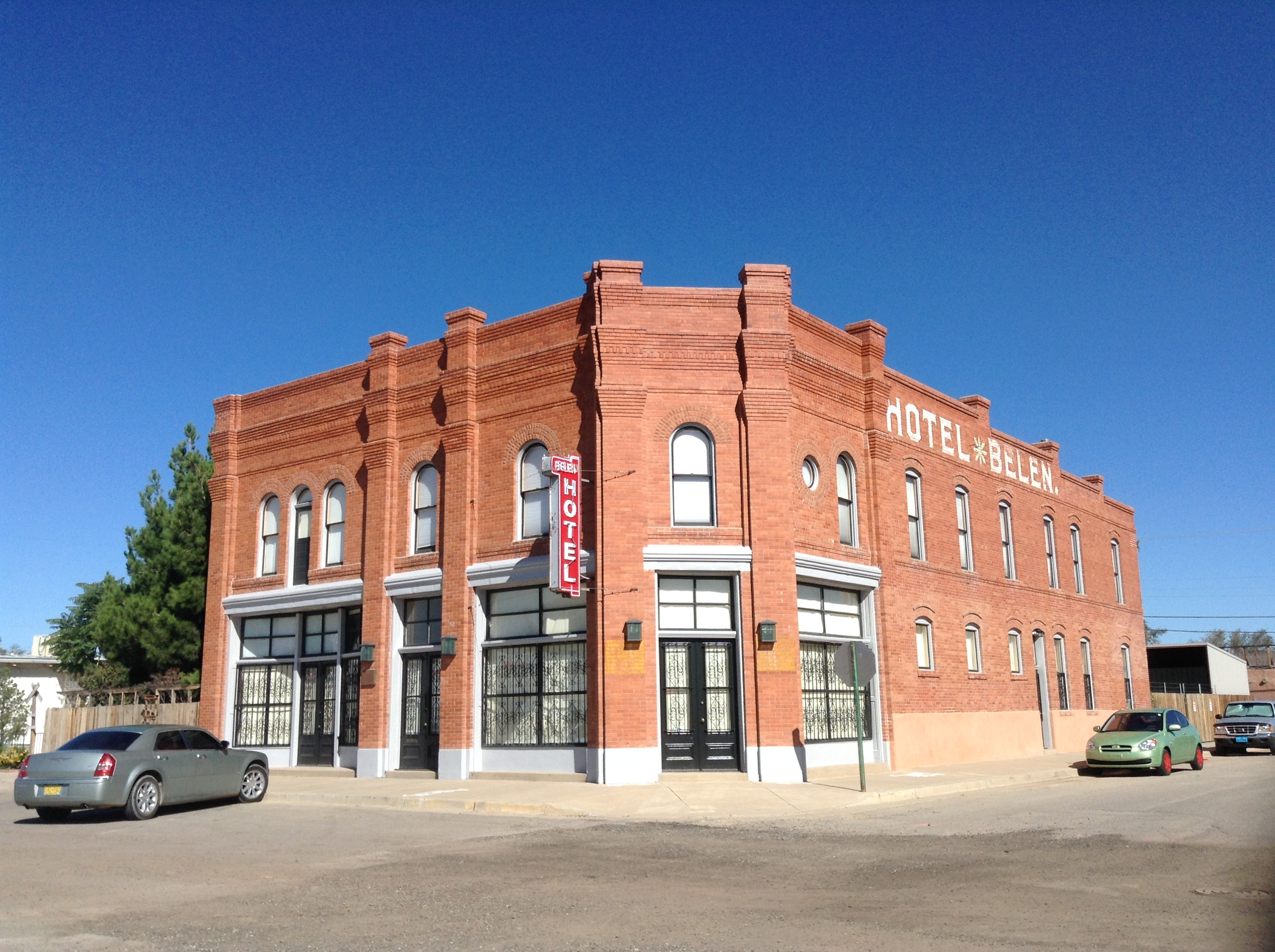
Отель